# 1913 Sekanina
1913 Sekanina eller 1928 SF är en asteroid i huvudbältet, som upptäcktes 22 september 1928 av den tyske astronomen Karl Wilhelm Reinmuth i Heidelberg. Den har fått sitt namn efter den tjeckisk amerikanske astronomen Zdenek Sekanina.
Asteroiden har en diameter på ungefär 13 kilometer och den tillhör asteroidgruppen Koronis.